# Helena Bleicher
Helena Marlen Bleicher (* Dezember 1998 in Ravensburg) ist ein deutsches Model. 2023 war sie Miss Universe Germany und vertrat Deutschland beim internationalen Miss-Universe-Wettbewerb.

## Leben
Bleicher kam während eines Heimatbesuchs ihrer Mutter zu Weihnachten 1998 in Ravensburg zur Welt. Sie wuchs in Köln auf und besuchte dort das Friedrich-Wilhelm-Gymnasium. Derzeit studiert sie Englisch und Kunst auf Lehramt. Laut eigenen Angaben lebt sie seit ihrem 16. Lebensjahr vegan.

## Miss Universe
2023 wurde sie zur Miss Universe Germany gekrönt und vertrat Deutschland beim 72. Miss-Universe-Wettbewerb in El Salvador.
Anfang Juni 2025 meldete die Miss-Universe-Germany-Organisation per Instagram, dass Bleicher der Titel mit sofortiger Wirkung entzogen sei. Als Begründung wurden u. a. wiederholte Respektlosigkeit und verleumderische Äußerungen genannt, die jedoch auch auf Nachfrage hin nicht konkretisiert wurden, was Anlass zu Spekulationen in den Medien bot. Kurz darauf schaltete sich jedoch der Hauptsitz der globalen Organisation ein und stellte klar, dass Bleicher der Titel keineswegs aberkannt wurde und enthob die verantwortliche nationale Direktorin mit sofortiger Wirkung ihres Postens.